# Erzbistum Sassari
Das Erzbistum Sassari (lateinisch Archidioecesis Turritana, italienisch Arcidiocesi di Sassari) ist eine auf Sardinien gelegene Diözese der römisch-katholischen Kirche in Italien. Der Bischofssitz ist in der Stadt Sassari.
Sie ist das Metropolitanbistum der Kirchenprovinz Sassari in der Kirchenregion Sardinien, ihre Suffraganbistümer sind die Bistümer Alghero-Bosa, Ozieri und Tempio-Ampurias.

## Geschichte
Das Bistum Sassari wurde im 5. Jahrhundert gegründet und hatte zunächst seinen Sitz in Porto Torres. 1073 wurde es zum Erzbistum erhoben. Ab 1292 residierten die Erzbischöfe zeitweilig im neu errichteten Bischofspalast in Sassari. 1441 wurde Sassari dann endgültig zum Sitz des Erzbistums bestimmt.